# Sejm inkwizycyjny 1592
Sejm inkwizycyjny (7 września – 19 października 1592) – na sejmie tym ujawnione zostały tajne projekty królewskie dotyczące przymierza z Habsburgami. Dokumenty te wywołały oburzenie szlachty i spowodowały ostry atak na króla ze strony Jana Zamoyskiego.